# Іслам у Канаді
Іслам в Канаді — друга за величиною релігія після християнства. Більшість мусульманського населення Канади дотримується сунітського ісламу, тоді як значна частина дотримується шиїзму та Ахмадія.

## Демографія
Більшість канадських мусульман проживає в провінціях Онтаріо та Квебек. Згідно з Національним опитуванням домогосподарств 2011 року, у районі Великого Торонто проживало 424925 мусульман, що становило 7,7 % від загальної кількості мегаполісів.
Населення складається з великої кількості мусульман, зокрема пакистанців, бенгальців, арабів, боснійців.
У столиці Канади Оттаві проживає багато мусульман з Лівану, Південної Азії та Сомалі, кількість мусульманської громади в 2011 році становила приблизно 65 880 або 5,5 %.

## Історія
Через чотири роки після заснування Канади в 1867 р. Під час перепису населення Канади 1871 р. Серед населення виявилося 13 європейських мусульман.
Перша мусульманська організація в Канаді була зареєстрована іммігрантами з Лівану, які мешкали в Регіні, Саскачеван, в 1934 році. Перша канадська мечеть була побудована в Едмонтоні в 1938 році, коли в країні налічувалося приблизно 700 європейських мусульман.
За даними канадського перепису 1971 року в Канаді проживало 33 000 мусульман. У 1970-х роках розпочалась широкомасштабна імміграція до Канади. Це відбилося на зростанні мусульманської громади Канади. У 1981 році під час перепису перелічено 98 000 мусульман.
Станом на травень 2013 року мусульмани становлять 3,2 % від загальної кількості населення, загалом понад мільйон.